# 王俊奎
王俊奎（1908年—？），男，山西广灵人，中国固体力学家、航空工程教育家，曾任北京航空学院教授，中国力学学会常务理事、副秘书长，中国航空学会副理事长。